# Andreas Katsantonis
Andreas Katsantonis (Grieks : Ανδρέας Κατσαντώνης) (Nicosia, 16 februari 2000) is een Cypriotisch voetballer die speelt voor APOEL Nicosia en het Cypriotisch voetbalelftal.

## Carrière

### Clubcarrière
Katsantonis maakte zijn profdebuut in 2016 bij Omonia Nicosia waarmee hij uitkwam in de hoogste klasse van het Cypriotische voetbal. Hij speelde twee jaar voor Omnia voordat hij naar stadsgenoot APOEL Nicosia trok. Bij APOEL maakte hij zijn debuut in een bekerwedstrijd, hij werd met de club landskampioen in het seizoen 2018/19. Hij werd in het seizoen 2019/20 uitgeleend aan AO Agia Napa.

### Interlandcarrière
Katsantonis maakte in 2017 zijn debuut bij het Cypriotisch voetbalelftal onder 19 in de wedstrijd tegen Servie onder 19. Het team verloor de wedstrijd met 1-0. Bij het Cypriotisch voetbalelftal onder 21 speelde hij in 2020 zijn eerste wedstrijd tegen Portugal onder 21. Er werd met 0-4 verloren. Katsantonis werd geselecteerd voor de vriendschappelijke wedstrijd van Cyprus tegen Hongarije. Uiteindelijk speelde hij niet mee in de wedstrijd.
| Interlands van Andreas Katsantonis Cyprus onder 19 | Interlands van Andreas Katsantonis Cyprus onder 19 | Interlands van Andreas Katsantonis Cyprus onder 19 | Interlands van Andreas Katsantonis Cyprus onder 19 | Interlands van Andreas Katsantonis Cyprus onder 19 | Interlands van Andreas Katsantonis Cyprus onder 19 |
| №                                                  | Datum                                              | Wedstrijd                                          | Uitslag                                            | Soort wedstrijd                                    | Doelpunten                                         |
| Als speler bij AO Agia Napa & APOEL Nicosia        | Als speler bij AO Agia Napa & APOEL Nicosia        | Als speler bij AO Agia Napa & APOEL Nicosia        | Als speler bij AO Agia Napa & APOEL Nicosia        | Als speler bij AO Agia Napa & APOEL Nicosia        | Als speler bij AO Agia Napa & APOEL Nicosia        |
| -------------------------------------------------- | -------------------------------------------------- | -------------------------------------------------- | -------------------------------------------------- | -------------------------------------------------- | -------------------------------------------------- |
| 1.                                                 | 4 oktober 2017                                     | Servie onder 19 - Cyprus onder 19                  | 1-0                                                | Eurokampioen Kwalificatie                          |                                                    |
| 2.                                                 | 7 oktober 2017                                     | Ierland onder 19 - Cyprus onder 19                 | 5-0                                                | Eurokampioen Kwalificatie                          |                                                    |
| 3.                                                 | 10 oktober 2017                                    | Cyprus onder 19 - Azerbeidzjan onder 19            | 2-1                                                | Eurokampioen Kwalificatie                          |                                                    |
| 4.                                                 | 8 september 2018                                   | Roemenie onder 19 - Cyprus onder 19                | 2-1                                                | Vriendschappelijk                                  |                                                    |
| 5.                                                 | 13 november 2018                                   | Cyprus onder 19 - Montenegro onder 19              | 0-0                                                | Eurokampioen Kwalificatie                          |                                                    |
| 6.                                                 | 16 november 2018                                   | Rusland onder 19 - Cyprus onder 19                 | 2-0                                                | Eurokampioen Kwalificatie                          |                                                    |
| 7.                                                 | 16 november 2018                                   | Rusland onder 19 - Cyprus onder 19                 | 2-0                                                | Eurokampioen Kwalificatie                          |                                                    |
| 8.                                                 | 19 november 2018                                   | Letland onder 19 - Cyprus onder 19                 | 0-1                                                | Eurokampioen Kwalificatie                          |                                                    |
| 9.                                                 | 20 maart 2019                                      | Portugal onder 19 - Cyprus onder 19                | 3-0                                                | Eurokampioen Kwalificatie                          |                                                    |
| 10.                                                | 23 maart 2019                                      | Schotland onder 19 - Cyprus onder 19               | 4-0                                                | Eurokampioen Kwalificatie                          |                                                    |
| 11.                                                | 26 maart 2019                                      | Cyprus onder 19 - Turkije onder 19                 | 2-2                                                | Eurokampioen Kwalificatie                          | '62                                                |

| Interlands van Andreas Katsantonis Cyprus onder 21 | Interlands van Andreas Katsantonis Cyprus onder 21 | Interlands van Andreas Katsantonis Cyprus onder 21 | Interlands van Andreas Katsantonis Cyprus onder 21 | Interlands van Andreas Katsantonis Cyprus onder 21 | Interlands van Andreas Katsantonis Cyprus onder 21 |
| №                                                  | Datum                                              | Wedstrijd                                          | Uitslag                                            | Soort Wedstrijd                                    | Doelpunten                                         |
| Als speler bij APOEL Nicosia                       | Als speler bij APOEL Nicosia                       | Als speler bij APOEL Nicosia                       | Als speler bij APOEL Nicosia                       | Als speler bij APOEL Nicosia                       | Als speler bij APOEL Nicosia                       |
| -------------------------------------------------- | -------------------------------------------------- | -------------------------------------------------- | -------------------------------------------------- | -------------------------------------------------- | -------------------------------------------------- |
| 1.                                                 | 4 september 2020                                   | Cyprus onder 21 - Portugal onder 21                | 0 – 4                                              | Eurokampioen Kwalificatie                          |                                                    |
| 2.                                                 | 9 oktober 2020                                     | Wit Rusland onder 21 - Cyprus onder 21             | 1 – 2                                              | Eurokampioen Kwalificatie                          |                                                    |
| 3.                                                 | 13 oktober 2020                                    | Cyprus onder 21 - Nederland onder 21               | 0 – 7                                              | Eurokampioen Kwalificatie                          |                                                    |
| 4.                                                 | 15 november 2020                                   | Portugal onder 21 - Cyprus onder 21                | 2 – 1                                              | Eurokampioen Kwalificatie                          |                                                    |
| 5.                                                 | 25 maart 2021                                      | Griekenland onder 21 - Cyprus onder 21             | 0 – 0                                              | Eurokampioen Kwalificatie                          |                                                    |
| 6.                                                 | 12 november 2021                                   | Cyprus onder 21 - Portugal onder 21                | 0 – 1                                              | Eurokampioen Kwalificatie                          |                                                    |
| 7.                                                 | 16 november 2021                                   | Portugal onder 21 - Cyprus onder 21                | 6 – 0                                              | Eurokampioen Kwalificatie                          |                                                    |

## Erelijst
- A Divizion : 2018-2019 (APOEL Nicosia)

1 Uzoho ·
2 Karo ·
3 Vinícius ·
4 Santos ·
5 Souza ·
6 Daoesjvili ·
7 Efrem ·
8 Lundemo ·
9 Maglica ·
10 De Vincenti ·
11 Kvilitaia ·
16 Katsantonis ·
17 Okriasjvili ·
18 Satsias ·
19 Hani ·
21 Theodorou ·
25 Gavriel ·
27 Chebake ·
29 Byrne ·
33 Diawara ·
35 Polykarpou ·
36 Zabala ·
42 Wheeler ·
74 Georgiou ·
75 Tsilingiris ·
76 Vrontis ·
77 Ndongala ·
78 Tsoutsouki ·
80 Hadjigavriel ·
88 Kittos ·
89 Koutsakos ·
90 Savić ·
93 Michael ·
99 Danilo ·
Coach: Poursaitidis